# Мемориальный кабинет Луначарского
Мемориа́льный кабинет Анато́лия Васи́льевича Лунача́рского — музей государственного деятеля СССР Анатолия Луначарского. Расположен на пятом этаже дома в Денежном переулке, в котором с 1924 по 1933 год жила семья Луначарских. Основан в 1962 году после смерти вдовы наркома Натальи Розенель и является филиалом Государственного литературного музея. На начало 2018 года в учреждении проводится реконструкция.

## История

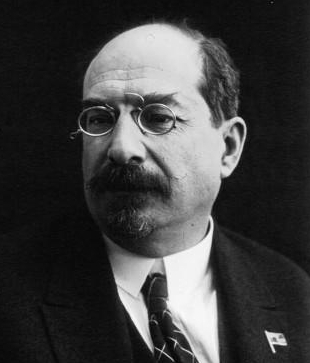
Фотография Анатолия Луначарского, 1925

Здание по адресу Денежный переулок, 9/5 было построено в 1910 году архитектором Адольфом Зелигсоном как доходный дом. До революции квартиру № 1 на пятом этаже занимал профессор МГУ Леонид Мандельштам, после национализации, с 1921 по 1924 год в квартире располагалась библиотека Маргариты Рудомино, основанная совместно с Неофилологическим институтом Москвы. В 1924-м в связи с переездом семьи Анатолия Луначарского библиотеку перенесли.
А в конце января, на следующий день после похорон Ленина, совершенно неожиданно к нам в Библиотеку пришел нарком просвещения А. В. Луначарский со свитой, которую возглавлял управляющий делами Наркомпроса Ю. Н. Ган. Луначарский, входя, не поздоровался, уходя, не попрощался со мной. Он осмотрел помещение Библиотеки на 5-м этаже и в мансарде, оно ему понравилось, и он сказал Гану: “Хорошо. Я беру”. Повернулся и пошел из квартиры. Свита за ним. Когда я услышала слова: “Я беру”, то поняла, что нас будут выселять. У меня, конечно, страшно забилось сердце, я безумно испугалась. На следующий день все выяснилось. Помещение Библиотеки должно быть срочно освобождено под квартиру наркома Луначарского.Библиотекарь Маргарита Рудомино
Переезд Луначарского в 10-комнатную квартиру в центральном районе Москвы вызвал негативную реакцию ВЦИК. В 1924 году государственный деятель получил два официальных выговора: один из-за развода с первой женой Анной, второй из-за приобретения квартиры в Денежном переулке, поскольку революционная этика не подразумевала проживание в больших апартаментах.
В 1965 году в квартире был открыт мемориальный музей, посвящённый жизни бывшего наркома просвещения.

## Экспозиция

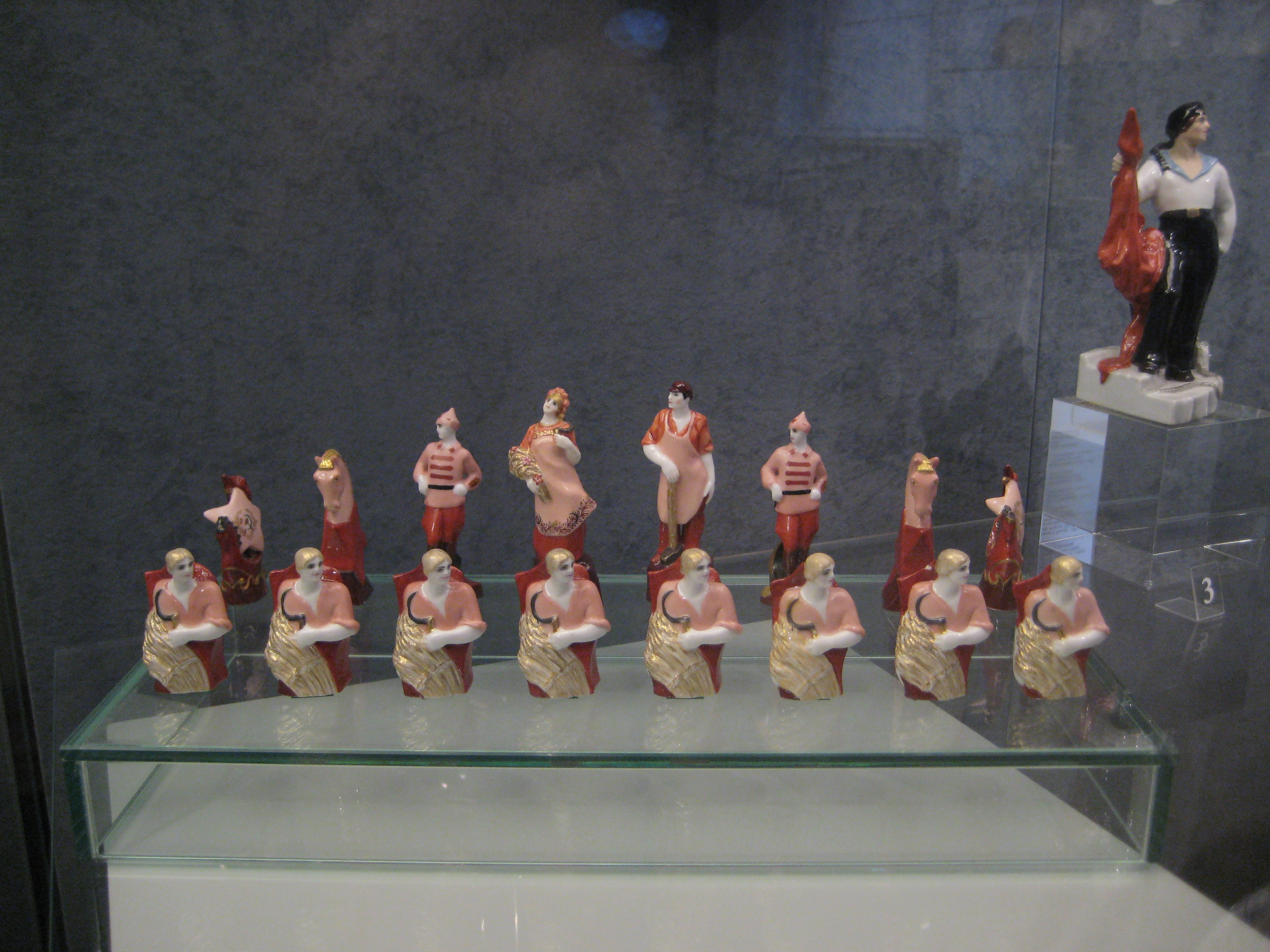
Керамические шахматы «Красные и белые», выполненные скульптором Натальей Данько

Центром экспозиции является кабинет, в котором Луначарский работал и писал критические статьи, эссе, стихи, а также пьесы «Поджигатели», «Нашествие Наполеона», «Бархат и лохмотья». Обстановка комнаты полностью сохранилась: здесь стоят шкафы с книгами из личной библиотеки, комод, два стола с личными вещами хозяина квартиры: пенсне, ручки, календарь с отмеченными рукой Луначарского делами. С 1920-х годов в кабинете сохранились два телефона: один для личного пользования и «Вертушка», по которой Луначарский напрямую связывался с правительством. Над столом висит список кремлёвских номеров 1923—1924 годов, наиболее часто используемых для связи с другими госслужащими. На столе лежит письменный набор с изображением Карла Маркса, сделанный из серпентина и подаренный наркому уральскими рабочими. Рядом стоит скульптура Владимира Ленина.
Посередине комнаты находится небольшой круглый стол, за которым работали стенографистки. Слева от него — комод с редкими керамическими шахматами «Красные и белые», выполненные скульптором Натальи Данько. «Красные» представлены фигурами рабочих: короля изображает сталелитейщик, королеву — колхозница. Красные пешки выполнены в виде сельских жителей. «Белые» представлены в виде патрициев, а пешек изображают закованные в цепи пролетарии.
Двухэтажная гостиная является вторым залом экспозиции. В 1920-х она использовалась для встреч с представителями искусства: поэтами Ильёй Сельвинским, Иосифом Уткиным, Борисом Пастернаком, Владимиром Маяковским; писателями Алексеем Толстым, Юрием Олешей и режиссёром Всеволодом Мейерхольдом.
В гостиной висит портрет Луначарского, выполненный художником Михаилом Вербовым, картины художника авангардиста Аристарха Лентулова «Крестьянка» и Николая Касаткина «За учёбу. Пионерка с книгами» и портрет заместителя Луначарского, историка Николая Покровского. В комнате также находятся скульптуры философа Фридриха Гегеля и композитора Людвига ван Бетховена. По замыслу архитектора Зелингсона второй этаж соединялся с чердаком винтовой лестницей. В мансарде жила прислуга семьи.